# Karen Russell
Karen Russell (Miami, 1981) è una scrittrice statunitense.

## Biografia
Dopo essersi diplomata alla Coral Gables Senior High School nel 1999, si è laureata in discipline umanistiche alla Columbia University.
Nel 2006 ha pubblicato il suo primo libro di racconti, Il collegio di Santa Lucia per giovinette allevate dai lupi, grazie al quale è stata segnalata dalla National Book Foundation fra i cinque migliori scrittori under 35. Il suo secondo libro, e primo romanzo, Swamplandia!, è uscito nel 2011 e lo stesso anno è stato candidato al Premio Orange e incluso dal New York Times nei "10 migliori libri del 2011”. Nel 2012 è stato tra i tre finalisti del Premio Pulitzer per la narrativa.
Il suo racconto breve The Hox River Window è stato pubblicato sulla rivista Zoetrope: All-Story e ha vinto il National Magazine Award 2012 per la narrativa.
Il New York Times l'ha segnalata tra le più talentuose giovani scrittrici americane. 
Entrambe le sue opere sono state pubblicate in Italia dalla Elliot edizioni.

## Opere

### Romanzi
- Swamplandia! Benvenuti nella terra degli alligatori (Swamplandia!), Roma, Elliot, 2011 traduzione di Clara Nubile ISBN 978-88-6192-170-2.
- I donatori di sonno (Sleep Donation, 2014), Roma, Sur, 2023 traduzione di Martina Testa ISBN 978-88-6998-334-4.

### Raccolte di racconti
- Il collegio di Santa Lucia per giovinette allevate dai lupi (St. Lucy's Home for Girls Raised by Wolves, 2006), Roma, Elliot, 2008, traduzione di Chiara Brovelli ISBN 978-88-6192-537-3.
- Un vampiro tra i limoni (Vampires in the Lemon Grove), Roma, Elliot, 2013 traduzione di Veronica La Peccerella ISBN 978-88-6192-316-4.
- Orange World and Other Stories (2019)